# Siddharta
Szlovénia legnépszerűbb csapatát 1995-ben alapította Tomi M., Boštjan M., Promiž M. és Primož B. Először csak helyi klubokban játszottak, majd 1999-ben kiadták első albumukat – Id. Ezután sorozatban nyerték a különbözői zenei díjakat – és nyerik még a mai napig is (EMA). Harmadik albumukat (Rh-) Ausztriában, Németországban és Svájcban is kiadták. Legutóbbi albumuk – Petrolea – 2006. június 4-én jelent meg.

## Tagok
| Tomi Meglič         | ének, gitár         | 1977. február 28.   | 1995-     |
| Boštjan Meglič      | dob                 | 1979. augusztus 30. | 1995-     |
| Primož Benko        | gitár, vokál        | 1977. március 14.   | 1995-     |
| Jani Hace           | basszusgitár, vokál | 1964. december 27.  | 2002-     |
| Tomaž Okroglič-Rous | billentyű, vokál    | 1976. december 3.   | 1999-     |
| Cene Resnik         | szaxszofon, vokál   | 1978. június 2.     | 1996-     |
| Primož Majerič      | basszusgitár        |                     | 1995-2002 |

## Diszkográfia
| Album                        | Megjelenés | Nyelv          | Példányszám           |
| ID                           | 1999       | szlovén        | 13.000 – platinalemez |
| Lunanai EP                   | 2000       | szlovén        |                       |
| Nord                         | 2001       | szlovén        | 30.000                |
| Silikon Delta (remix album)  | 2002       | szlovén        |                       |
| Rh-                          | 2003       | szlovén        | gyémántlemez          |
| Rh- bloodbag limited edition | 2003       | angol          |                       |
| Rave EP                      | 2005       | szlovén, angol |                       |
| Rh-                          | 2005       | angol          |                       |
| Rh- special edition (CD+DVD) | 2005       | angol          |                       |
| Petrolea                     | 2006       | szlovén        |                       |

## Klipek
| Szám                          | Album         | Rendezte       | Év   | Nyelv           |
| Pot v X                       | Id            | Igor Zupe      | 1999 | szlovén         |
| Lunanai                       | Id            | Igor Zupe      | 2000 | szlovén         |
| B Mashina                     | Nord          | Gonzo          | 2001 | szlovén, angol  |
| Samo Edini                    | Nord          | Sašo Podgoršek | 2001 | szlovén, angol  |
| Klinik / Go Easy              | Nord          | Saša Hes       | 2002 | szlovén / angol |
| Platina 9th RMX / Under Venus | Silikon Delta | Testtube       | 2002 | szlovén / angol |
| Rave                          | Rh-           | Petar Pašić    | 2003 | szlovén, angol  |
| Napoj / Insane                | Rh-           | Testtube       | 2003 | szlovén / angol |
| T.H.O.R.                      | Rh-           | Testtube       | 2003 | szlovén         |
| Ring / My Dice                | Rh-           | Testtube       | 2004 | szlovén / angol |
| Plastika                      | Petrolea      | Luka Lorenci   | 2006 | szlovén, angol  |

## Fontosabb díjak
- 1999. május 1. – Zagreb Art and Design Triennial award (ID borítója)
- 2000. április 1. – Bumerang 2000: Legjobb Áttörő 2000 (Best Breakthrough 2000)
- 2000. május 20. – Zlati Petelin: Legjobb rock album 2000, Az év felfedezettje, Az év albuma (ID)
- 2001. május 19. – Zlati Petelin: Az év csapata
- 2002. március 3. – Viktor 2001: Legjobb előadó
- 2002. március 4. – Bumerang 2002: Legjobb előadó 2002
- 2003. október 10. – Arany Dob Fesztivál: Ezüst dobverő díj a Nyomtatott média kategóriában
- 2004. január 30. – Szlovén Rádió Fesztivál: Legjobb dal
- 2004. március 10. – 13. Szlovén Reklám Fesztivál Nagy díjátadója: „Miscellaneouse means of advertising” kategória (Rh- csomagolása)
- 2004. március 20. – Viktor 2003: Popularity Viktor, Viktor award of Special Achievements
- 2004. május 16. – Magdalena: Arany melltartó díj (Rh- csomagolása)
- 2005. november 3. – MTV EMA: Best Adriatic

## Külső hivatkozások
- A Siddharta hivatalos honlapja
- Hivatalos magyar Siddfórum
- Magyar rajongói oldal
- Siddharta a Myspace-en